# Batthyány tér (métro de Budapest)
Batthyány tér est une station du métro de Budapest. Elle est sur la  .

## Lieu remarquable à proximité
- Batthyány tér
- Église paroissiale Sainte-Anne de Felsővíziváros
- Grandes halles de Batthyány tér